# Biobanco

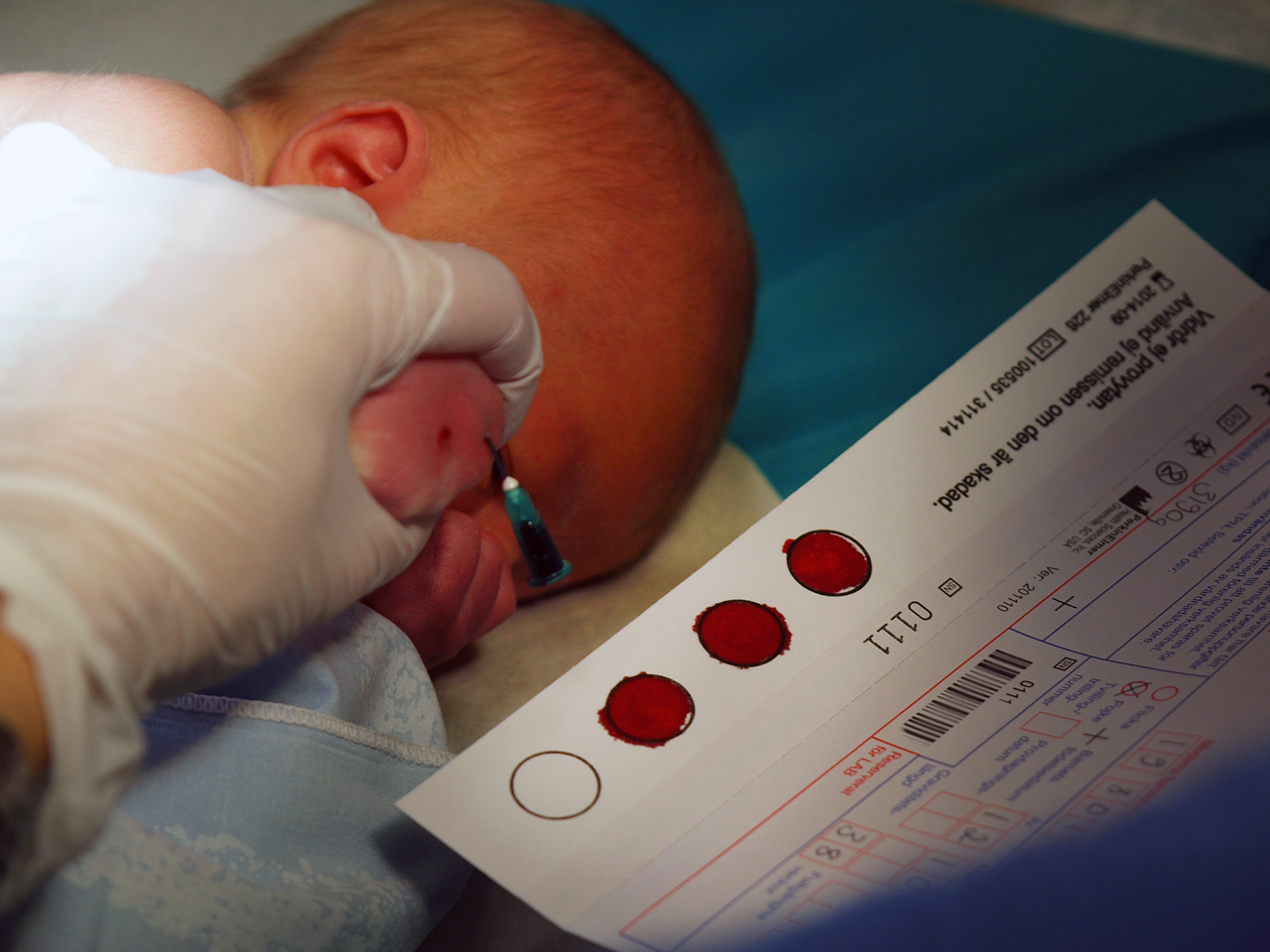
Tomas de sangre de bebé recién nacido en Suecia para el biobanco nacional de PKU

Un biobanco es un establecimiento que recoge, almacena y distribuye material biológico y los datos asociados a dicho material. La OCDE en 2001 definió a los biobancos como centros de recursos biológicos.
Los centros de recursos biológicos, del inglés (BRCs) son una parte esencial de las infraestructuras que sustentan las ciencias de la vida y la biotecnología. Consisten en proveedores de servicios y depósitos de células vivas, genomas de diferentes organismos e información referente a herencia y la funcionalidad de los sistemas biológicos. Los biorrepositorios deben cumplir los más altos estándares de calidad y experiencia demandada por la comunidad científica internacional así como de la industria para la distribución del material biológico y la información. Deben, pues, proporcionar el acceso a las fuentes biológicas de las cuales depende la investigación y el desarrollo en ciencias de la vida y el avance de la biotecnología. Por material biológico se entiende: organismos vivos, células, genes y la información relativa.

## Historia
La actividad de biobancos es una actividad que se lleva desarrollando desde hace muchos años[¿cuándo?] a nivel de los departamentos de anatomía patológica en los hospitales. En la última década[¿cuándo?] y debido principalmente a los nuevos avances tecnológicos ha surgido la imperante necesidad de disponer de material biológico de calidad para el desarrollo de la medicina personalizada del futuro. En 2003, el proyecto genoma humano reveló la secuencia completa de ADN de los humanos. Este hecho llevó a un cambio de paradigma, se pasó de que el foco de atención de los investigadores fuera el estudio de los mecanismos biológicos responsables de una enfermedad determinada y la identificación de genes individuales mutados o ausentes en los individuos afectados, a una aproximación más sistemática en el que la información genómica se utiliza para mejorar la detección, tratamiento y prevención de enfermedades. La combinación de gran cantidad de información recogida de los análisis genéticos con la información referida de los datos clínicos de los pacientes, permite la identificación de patrones que pueden explicar mejor las enfermedades y sus variables y permiten potenciar estrategias de diagnóstico y tratamiento. De una forma más específica las muestras biológicas humanas se pueden usar para:
- Identificar y validar fármacos diana
- Identificar mecanismos de enfermedad
- Desarrollar ensayos amplios de biomarcadores asociados con ciertos subtipos de enfermedades
- Agrupar pacientes basándonos en sus características genéticas y la probabilidad de obtener una respuesta positiva al probar nuevos fármacos
- Agrupar pacientes basándonos en biomarcadores de sus dolencias con objeto de determinar el tratamiento apropiado.

En todos estos estudios, los biobancos se consideran imprescindibles. De hecho, los biobancos son los intermediarios entre los donantes de los tejidos (tanto pacientes como sujetos “sanos”) en el ámbito clínico y los científicos que desarrollan la investigación biomédica, tanto en el ámbito académico como en el farmacéutico. El papel de los biobancos es actuar como un puente seguro y efectivo para las muestras y los datos asociados entre los dos ambientes. De esta forma, los biobancos contribuyen en gran medida al desarrollo de la medicina traslacional.

## Tipos de biobancos
Los biobancos existen dentro de una gran variedad de instancias tales como instituciones académicas, compañías farmacéuticas o de biotecnología o como instituciones independientes. Los biobancos apoyan todo tipo de investigaciones, desde clínicas hasta las basadas en desarrollos moleculares y al mismo tiempo que atienden las demandas de la investigación biomédica, los biobancos son los encargados de salvaguardar los derechos de los pacientes/donantes (ejemplo: consentimientos informados, protección de datos).
El término biobanco se ha definido de multitud de formas y clasificaciones distintas de las distintas colecciones se han desarrollado a lo largo de los años. Si describimos el ámbito de acción, tenemos biobancos de microbios, de plantas, de animales, de ecosistemas y de muestras humanas. De estos últimos dependiendo de su finalidad, podemos distinguir biobancos de investigación, de docencia, archivos clínicos, ciencias forenses, terapia celular/tisular o los puramente dedicados a estudios de antropología. Estos biobancos pueden contener solo muestras, muestras y datos asociados e incluso solo datos. Las muestras pueden ser: muestras sólidas, suero/plasma, cerebros, Derivados de ácidos nucleicos o combinaciones de estos.
Los biobancos que nos atañen en esta revisión son los biobancos de muestras humanas para investigación. Los primeros que se desarrollaron fueron los biobancos denominados poblacionales, que estudian el desarrollo de enfermedades comunes complejas en un periodo de tiempo. Estos biobancos poblacionales pueden ser: estáticos (colecciones de antropología), prospectivos (pretendiendo una cobertura universal, Islandia) o bien una sección poblacional (Reino Unido), cohorte de interés general (a nivel tanto local, como regional o nacional), cohortes de especial interés (grupos étnicos, grupos sociales, gemelos).
El otro tipo fundamental de biobanco de muestras humanas para investigación, son los biobancos orientados a enfermedad, estos pueden estar enfocados a un proceso específico (por ejemplo, corea de Huntington), a un grupo de procesos (cáncer, enfermedades raras, etc.), o bien pueden ser multidisciplinares como ocurre en los biobancos hospitalarios.

## Estrategias colaborativas
La creciente demanda de muestras de calidad y datos asociados, está haciendo que se cambie de un modelo de biobanco/colección privada o institucional a un modelo como bien define la OCDE de centro de recursos biológicos en los que los biobancos son además de almacenes de muestras, proveedores de servicio.[cita requerida] Esta nueva visión provoca la aparición de nuevas estrategias de gestión de los biobancos. Ya no es posible, si se pretende dar un servicio de calidad, actuar como un biobanco individual con limitado radio de acción sino que se promueve la aparición de redes cooperativas de biobancos que establecen sus protocolos de recogida de muestras, comparten experiencias de gestión, cumplen con todas las directrices legales, éticas y de privacidad y generan un valor añadido al biobanco en sí y a la Red en su conjunto, haciendo más competitivos y de mejor calidad el servicio que proporcionan lo que redunda en la calidad de la investigación biomédica y en la eficacia en la traslación del conocimiento científico en avances en la medicina y la salud.[cita requerida]
Existen varios modelos de estrategias colaborativas:
1. Colecciones asociadas a un proyecto concreto o una línea de trabajo. En este caso, no hablamos de un biobanco como tal sino de una serie de instituciones que acuerdan poner en común sus colecciones dirigidas a una patología determinada, a una línea de trabajo en concreto. Ejemplo de este tipo de asociación en España, la constituyen los CIBERs.[2]
2. Biobanco en Red, en este caso varias instituciones se asocian en un nodo central que se constituye como figura jurídica única que incluye a todas las demás. Las muestras pueden ser centralizadas en este nodo central o distribuirse en las instituciones que se asocian. Ejemplo de este tipo de asociación, el Centro de Investigación del Cáncer, Salamanca[3] o el Biobanco Vasco.[4]
3. Red de Biobancos, en este caso varias instituciones se asocian en torno a un nodo de coordinación que actúa como intermediario, catalizador, en funciones de gestión, pero la entidad jurídica en este caso son cada uno de los biobancos asociados. Las muestras pueden estar centralizadas en un depósito único o como suele ser el caso, en cada uno de los biobancos asociados. Los biobancos pueden establecer sus propias estrategias independientes, su único compromiso es el de estar abierto a compartir. Un ejemplo puede ser la Red Temática de Investigación Cooperativa en Cáncer.[5]
4. Red de Redes, en este caso varias instituciones como pueden ser: biobancos aislados, biobancos hospitalarios, biobancos en red o incluso redes de biobancos, se asocian en torno a un nodo central de coordinación que actúa como un intermediario honesto, lo que se viene a denominar “honest bróker”, representa a la Red, potencia la normalización de los procedimientos, asegura la calidad y la confidencialidad de los datos de acuerdo a la ley y las convenciones éticas y potencia las sinergias y la colaboración entre los miembros de la Red. Los miembros de la Red, como en el caso anterior, mantienen su autonomía a la hora de elegir sus propias estrategias, con el compromiso de estar en disposición de compartir e implicarse en proyectos de la Red. Ejemplo de este tipo de organización es la Red Nacional de Biobancos.[6] Un caso ilustrativo podría ser la Red Temática de Investigación Cooperativa en Cáncer, así como el Biobanco del CNIO. Este último desempeña el rol principal como nodo español en la Infraestructura Europea de Biobancos. Dicho Biobanco proporciona a la comunidad científica acceso a muestras provenientes de 700 biobancos ubicados en 24 países distintos. Además, se suma a esta destacada labor la contribución de la Agencia Internacional de Investigación en Cáncer.[7]